# دونالد مارتيل
دونالد مارتيل هو سياسي كندي، ولد في 7 أغسطس 1964 في Grand-Mère, Quebec ‏ في كندا. نشط حزبياً في Coalition Avenir Québec ‏. وقد انتخب عضو الجمعية الوطنية في كيبك ‏ عن دائرة Nicolet-Bécancour ‏ خلال فترته النيابية ‏.